# Belly of the Beast
Belly of the Beast è un film del 2003 diretto da Siu-Tung Ching.
Pellicola direct-to-video, in Italia è stato anche distribuito con il titolo Belly of the Beast - Ultima missione.

## Trama
Due ragazze americane, Jessica Hopper e Sara Winthorpe, in vacanza in Thailandia, vengono rapite da un gruppo di fondamentalisti islamici. Una di loro è la figlia di John Winthorpe, un senatore del congresso degli Stati Uniti.
I terroristi, infatti, intendono sfruttarla per avere potere sul governo americano, con lo scopo di minacciarlo per la liberazione dei terroristi thailandesi detenuti a Guantánamo.
L'altra ragazza, invece, è la figlia dell'ex agente della CIA Jake Hopper, esperto di arti marziali e in armi non convenzionali. La sua missione, assieme al suo vecchio amico Sunti, sarà quella di sterminare i terroristi thailandesi che detengono le due ragazze e liberare sua figlia.